# الإمبراطور لينغ من هان
الإمبراطور لينغ (168-189م) كان الإمبراطور الثاني عشر من أسرة هان الشرقية وكان والدا لأخر أباطرتها الإمبراطور شاو والإمبراطور شيان، توفي سنة 189 م وكان عهده بداية النهاية لسلالة هان.

## نسبه
إسمه الشخصي ليو هونغ وهو الإمبراطور الثاني عشر لإمبراطورية هان الشرقية التي خلفت هان الغربية سنة 96 م وهو حفيد ماريكاز من نسل الإمبراطور تشانغ الإمبراطور الثالث لهان الشرقية وخلف الإمبراطور هوان الذي لم يكن لديه أي إبناء

## إختياره كإمبراطور
كان والده ليو تشانغ وجده ليو شو ينحدران من سلالة الإمبراطور تشانغ ثالث حاكم لهان الشرقية فقد كان ليو شو ابن ليو كوي أمير هيجيان الابن السادس للإمبراطور تشانغ
وبعد وفاة الإمبراطور هوان وبدون وريث يخلفه قررت زوجته الإمبراطورة الأسترالية دو فحص سجلات العائلة وتم ترشيح الشاب ليو هونغ من قبل والدها دو وو والعالم الكنفوشيوسي تشن تشان فان فإختارته نظرا لإنه كان طفلا يبلغ من العمر 12فقط وأعلن نفسه الإمبراطور لينغ من هان مع إستمرار وصايتها عليه لكي تضمن سيطرتها على الدولة بالإضافة لوالده في القصر

## العهد المبكر
سعى والد الإمبراطورة دو السيد دو وو وتشن فان الباحث الديني سعوا للقضاء على الخصيان في القصر الذين بلغت قوتهم حدا تهدد فيه سلطات سلالة هان حتى إنهم كانوا يدخلون على الإمبراطور دون إستئذان منه ولكن الإمبراطورة دو لم توافق في البداية بل وتسربت كلمة مؤامرة لمسامع الخصيان قاموا بخطف الإمبراطورة وقاموا باحتجاز الإمبراطور لينغ وإدعوا أن هذا لحمايته من الخونة وقتل تشن فان الباحث الديني أما والد الإمبراطورة فتم إجباره على الانتحار وقتل جميع أفراد عائلة دو وتشن وأصبح الخصيان تساو جي ووانغ فو أقوى أفراد الحكومة

## عزل الإمبراطورة
وفي عام 169 أقنع الخصيان الإمبراطور الشاب بعزل الإمبراطورة الأسترالية دو فعزلها وعين والدته في منصبها كإمبراطورة وتم وضعها تحت الإقامة الجبرية وفي وقت لاحق أقنعوه مجددا بإن علماء الدين تأمروا ضد هان فتم اعتقالهم وقتلهم جميعا وصودرت حقوقهم المدنية وبعد وفاة الإمبراطورة دو عام 172 إقترح الخصيان دفنها بجانب الإمبراطور هوان دون تكريم فرفض الإمبراطور هذا ودفنها الإمبراطور مع مرتبة الشرف الكاملة وحزن الإمبراطور جدا على وفاتها حتى أنه كتب على جدار القصر كل ماهو تحت السماء مضظرب قتلت الأرملة دو ليس هناك مسئؤول مخلص فأثارت هذه الكتابات غضب الخصيان فإعتقلوا أكثر من ألف شخص لكن التحقيق لم يتوصل لنتيجة.

## العهد الأوسط
تابع الخصيان تحكمهم بالإمبراطور الشاب ولتكريس سيطرتهم قاموا بتزوير تهمة للجنرال ليو كوي شقيق الإمبراطور هوان فأجبروه على الانتحار وقتل جميع أفراد أسرته بمن فيهم الأطفال وقاموا بفرض ضرائب كبيرة جدا ومع بلوغ الإمبراطور لينغ سن الثامنة عشر لم يقم بأي عمل إصلاحي بل تفاقم الوضع سنة 177 بعد أن هزمت قبائل شيان بي جيش هان ونتيجة لهذا إستنزفت موارد وخزائن الإمبراطورية وفي عام 178 أتهموا الإمبراطورة سونغ زوجة الإمبراطور بالخيانة وأجبروها على الانتحار وتم إعدام والدها وجميع أفراد أسرتها
وفي هذا الوقت بدأ الآمبراطور لينغ ببيع المكاتب السياسية مقابل المال حتى أنه إنتظر الأشخاص الغير قادرين على السداد وسمح لهم بالتسديد على أقساط

## زواجه الثاني
في عام 180 تزوج من السيدة هي لو وجعلها الإمبراطورة وعين أخاها هي جين في منصب جنرال الحكومة وبعد هذا أنجبت له أول طفل له وهو ليو بيان الذي سيصبح لاحقا الإمبراطور شاو وخلال هذه السنوات أصبح الإمبراطورا مهتما ببناء القصور الفخمة حتى أنه أمر جميع حكام المقاطعات بإرسال شاراتهم وأختامهم له مباشرة حتى يتمكن من تمويل مشاريعه وعندما حصل حريق في القصر الإمبراطوري أمر بجلب الخشب والعمال من مختلف الولايات ولارتفاع ثمنها رفض الخصيان فتوقفت أعمال التجديد لكنه غضب ولإرضائه أمر الخصيان العمال بإعادة البناء

## تمرد العمامات الصفراء
في عام 183 بدأت الطائفة الطاوية في مقاطعة جي تشانغ جياو تمردا وإدعى هذا أن ساحر يشفى المرضى بقدرات سحرية فوصلت تعاليمه لأغلب الولايات بحلول عام 183م أعلن تشانغ جياو تأسيس حكومة وأعلن أن السماء الزرقاء ماتت وأن سماء صفراء ستحل محلها ولشدة قوتهم إستطاعوا إخافة الإمبراطور الذي وجد باب قصره ملطخا باسم السنة التي إختارها تشانغ جياو لكن الإمبراطور تمكن من قمعهم بعد أن أرسل تساو تساو وفو شي وشو جون ولو زي ودونغ زو

## صراع القصر
بعد قمع التمرد تزوج الإمبراطور لينغ من السيدة وانغ وبعد 9 أشهر أنجبت له ولد أسماه ليو زي الذي سيصبح لاحقا الإمبراطور شيان
بدأت الإمبراطورة هي بمساعدة شقيقها هي جين في التخطيط لولاية العهد بينما تحالفت السيدة وانغ مع الخصيان الذين شكلوا حزب قويا أصبح يعرف بالحاضرون العشرة وبعد هذا مباشرة حسم الإمبراطور لينغ الصراع ولإن وانغ كانت الأصغر والأجمل حاولت إقناع الإمبراطور الشاب لينغ من تعيين إبنه في منصب ولي العهد لكنها فشلت بسبب إدراك الإمبراطور لقوة الإمبراطورة هي وشقيقها هي جين ولإن الإمبراطور خاف على ولده ليو زي

## فساد الخصيان
كان الخصيان أو كما أصبحوا يسمون بالحاضرون العشرة مفضلين لدى الإمبراطور وكانوا أقوى من الإمبراطور في بعض الأحيان وقد قاموا بفرض ضرائب باهظة على الشعب وخصوصا سكان العاصمة الإمبراطورية لويانغ حتى إنهم قاموا ببناء قصور خاصة بهم أجمل وأكبر من قصر الإمبراطور نفسه
وذات مرة أمرهم الإمبراطور لينغ بالصعود معه إلى الأبراج الإمبراطورية ليرى العاصمة فخافوا أن يرى قصورهم الفخمة والكبيرة فأقنعوا الإمبراطور بقولهم يجب ألا يضع جلالتك قدمه تحت الناس وعندم سألهم عن السبب قالوا له إن وضع جلالتك قدمه تحت الناس فإنهم سيموتون من شدة قوتك الإمبراطورية  فتوقف الإمبراطور لينغ عن زيارتها

## إسراف الإمبراطور
بعد أن قمع الإمبراطور لينغ ثورة العمامات الصفراء بدأ يسرف في إنفاق المال حتى قيل إنه إضظر لبناء قصر جديد لمحظياته اللواتي كان عددهن يزيد عن الألف وأمر أيضا ببناء أربعة ثماثيل برونزية أسدية لوضعها أمام بوابة القصر كما أنه أجبر الحكام على إرسال الأختام له شخصيا حتى يتمكن من التصرف في الأموال وفي مقابل إسرافه لم يتخذ أي خطوات فعلية لدعم إستقرار الدولة وساهم إصدار النقد الجديد في نقص الطلب وزيادة العرض منها فأضظر الناس للعودة للعملة السابقة وساءت الأحوال الاقتصادية جدا

## وفاته
بعد أن بلغ سن الثالتة والثلاتين توفي الإمبراطور لينغ في الثالث عشر من مايو سنة 189 للميلاد المسيح بعد أن حكم لمدة إحدى وعشرين سنة بعد هذا بدأ الصراع بين الحاضرين العشرة والإمبراطورة هي

## صراع الخلافة
بعد وفاة الإمبراطور لينغ مباشرة أراد الحاضرون العشرة تنصيب إبنه ليو زي كإمبراطور لكن هي جين وأخته الإمبراطورة هي لو أرادو تنصيب ابن الإمبراطور الأكبر ليو بيان تنفيذا لوصية الإمبراطور السابق وتم بالفعل إحباط مخطط الحاضرين العشرة ونصب ليو بيان إمبراطورا جديدا عرف بالإمبراطور شاو
لكن هي جين أراد القضاء على الخصيان وأفصح للإمبراطورة هي بهذا لكنها رفضت تكرارا ومرارا وأستعطفها الخصيان وذكروها بأنهم هم من أوصى بها للإمبراطور لينغ فعدلت عن قتلهم
لكن هي جين وبصفته قائدا للجيش وبنصيحة من يوان شاو أمر دونغ زو بالتقدم نحو العاصمة للضغظ على الإمبراطورة

## مقتل هي جين
بعد أن بدأ دونغ زو بالتحرك نحو العاصمة لويانغ
دبر الخصيان مؤامرة لقتل الجنرال هي جين فزيفوا مرسوما بتوقيع الإمبراطورة هي تأمر من خلاله هي جين بالتوجه نحو القصر وهناك إستعدوا مع ألف جندي لقتله وعندما حذره مستشاره يوان شاو رفض لكن يوان شاو قاد 500 جندي أمام بوابة القصر وعندما دخل هي جين قتله الخصيان وقالوا بصوت عالي فليمت الخائن هي جين وعندما سمع يوان شاو ويوان شو هذا هجموا على القصر وقتلوا أكثر من 5 ألاف خصي في مجزرة رهيبة واستطاع زانغ رانغ زعيمهم خطف الإمبراطور شاو وأخوه الإمبراطور شيان فوصل دونغ زو وأنقذ الإمبراطور شاو وأخيه بينما رمى زانغ رانغ نفسه في نهر لوه وقتل بقية الخصيان

## عزل الإمبراطور شاو
أصبح جنرال زي ليانغ دونغ تشو هو المسيطر على بلاط هان وعندما استشار دونغ زو يوان شاو في عزل الإمبراطور رفض فهرب يوان شاو خارجا العاصمة ثم عزل الإمبراطور شاو وعين دونغ تشو شقيقه ليو زي إمبراطورا عرف بالإمبراطور شيان